# 宮古南インターチェンジ
宮古南インターチェンジ（みやこみなみインターチェンジ）は、岩手県宮古市にある三陸沿岸道路（山田宮古道路・宮古道路）のインターチェンジである。

## 歴史
- 2010年（平成22年）3月21日 : 宮古南IC - 宮古中央IC間 開通に伴い供用開始。
- 2017年（平成29年）11月19日 : 山田IC - 宮古南IC間 開通[1]。

## 道路

### 本線
- E45 三陸沿岸道路（山田宮古道路/宮古道路・48番）

### 接続する道路
- 直接接続
  - 国道45号

## 料金所
無料区間のため、設置されていない。

## 隣
E45 三陸沿岸道路（山田宮古道路/宮古道路）
(46) 山田IC - (47) 山田北IC - 津軽石PA - (48) 宮古南IC - (49) 宮古中央IC/JCT
- 山田北ICは仙台方面のみ出入り可能なハーフICであるため、当ICとの往来はできない。

## 周辺
- 三陸鉄道リアス線 津軽石駅

## 形状
ランプウェイは平面Y型である。